# Муила
Муила (на френски: Mouila) е окръжен град на област Нгуние в Габон.
Разположен е около Нгуние и Магистрала № 1. Има население от 36 061 души (по данни от 2013 г.). Близо до града е Синьото езеро, известно с яркосинята си вода.
Муила е много разпръснат град и в него има няколко пазара и търговски центрове. В града има таксиметрова служба – такситата са боядисани в зелено и бяло и цената на услугата е между 200 и 500 централноафрикански франка, в зависимост от разстоянието.
В Муила живеят голям брой габонски етнически групи. Градът е търговски и пътнически център. Оттук могат да се хванат маршрутни таксита за Нденде и Чибанга, Ламбарене и Либревил и Лебамба.